# Asséto Ouédraogo
Pour les articles homonymes, voir Ouédraogo.
 (décembre 2024).
 (décembre 2024).
La mise en forme du texte ne suit pas les recommandations de Wikipédia : il faut le « wikifier ».
Les points d'amélioration suivants sont les cas les plus fréquents. Le détail des points à revoir est peut-être précisé sur la page de discussion.
- Les titres sont pré-formatés par le logiciel. Ils ne sont ni en capitales, ni en gras.
- Le texte ne doit pas être écrit en capitales (les noms de famille non plus), ni en gras, ni en italique, ni en « petit »…
- Le gras n'est utilisé que pour surligner le titre de l'article dans l'introduction, une seule fois.
- L'italique est rarement utilisé : mots en langue étrangère, titres d'œuvres, noms de bateaux, etc.
- Les citations ne sont pas en italique mais en corps de texte normal. Elles sont entourées par des guillemets français : « et ».
- Les listes à puces sont à éviter, des paragraphes rédigés étant largement préférés. Les tableaux sont à réserver à la présentation de données structurées (résultats, etc.).
- Les appels de note de bas de page (petits chiffres en exposant, introduits par l'outil «  Source ») sont à placer entre la fin de phrase et le point final[comme ça].
- Les liens internes (vers d'autres articles de Wikipédia) sont à choisir avec parcimonie. Créez des liens vers des articles approfondissant le sujet. Les termes génériques sans rapport avec le sujet sont à éviter, ainsi que les répétitions de liens vers un même terme.
- Les liens externes sont à placer uniquement dans une section « Liens externes », à la fin de l'article. Ces liens sont à choisir avec parcimonie suivant les règles définies. Si un lien sert de source à l'article, son insertion dans le texte est à faire par les notes de bas de page.
- La présentation des références doit suivre les conventions bibliographiques. Il est recommandé d'utiliser les modèles {{Ouvrage}}, {{Chapitre}}, {{Article}}, {{Lien web}} et/ou {{Bibliographie}}. Le mode d'édition visuel peut mettre en forme automatiquement les références.
- Insérer une infobox (cadre d'informations à droite) n'est pas obligatoire pour parachever la mise en page.

Pour une aide détaillée, merci de consulter Aide:Wikification.
Si vous pensez que ces points ont été résolus, vous pouvez retirer ce bandeau et améliorer la mise en forme d'un autre article.
Asséto Ouédraogo née au Burkina Faso est une femme de média. Elle est journaliste, animatrice télé, maitresse de cérémonie. Elle est la directrice générale de Burkina 24.

## Biographie

### Enfance et études
Asséto Ouédraogo fait un Baccalauréat série D au Lycée Mixte de Gounghin à Ouagadougou. En 2001 elle suit une formation à la gestion d’un centre d’accès à internet de janvier en juin. Quelques années plus tard, elle obtient une licence en Marketing et Communication obtenue en 2006 à 2008 et d’un DTS Communication de 2008 à 2009.

### Carrière
Asséto Ouédraogo exerce également comme présentatrice et maitresse de cérémonie de plusieurs évènements importants.
De 2000 à 2001 elle a été animatrice radio sur Ouaga FM. Puis, du 1er septembre 2009 au 30 avril 2011, Asséto Ouédraogo est responsable des programmes et des ressources humaines de TV Canal 3.
Depuis janvier 2017, elle est dans l’organisation et planification du Salon Panafricain de l’Immobilier, de Folie de Mode de Sébastien Zita Bazemo et dans l’organisation de WakAfrica Fashion Mode. Elle est aussi présentatrice sur 3TV TV5 Monde Afrique avec Boncana Maïga.
Depuis Septembre 2021, elle est la directrice générale du média en ligne Burkina 24.

## Distinctions
Le 31 décembre 2012, l’Institut Olvido sous sa direction est décoré au grade de chevalier de l’ordre du mérite de l’économie numérique. En mai 2014, l'institut Olvido est reconnu comme une institution d’utilité publique par le gouvernement Burkinabé.
- 2024 : Chevalier de l’Ordre du Mérite des arts, des lettres, de la communication, avec agrafe radio, télévision, presse écrite[8]